# Hermetia illucens

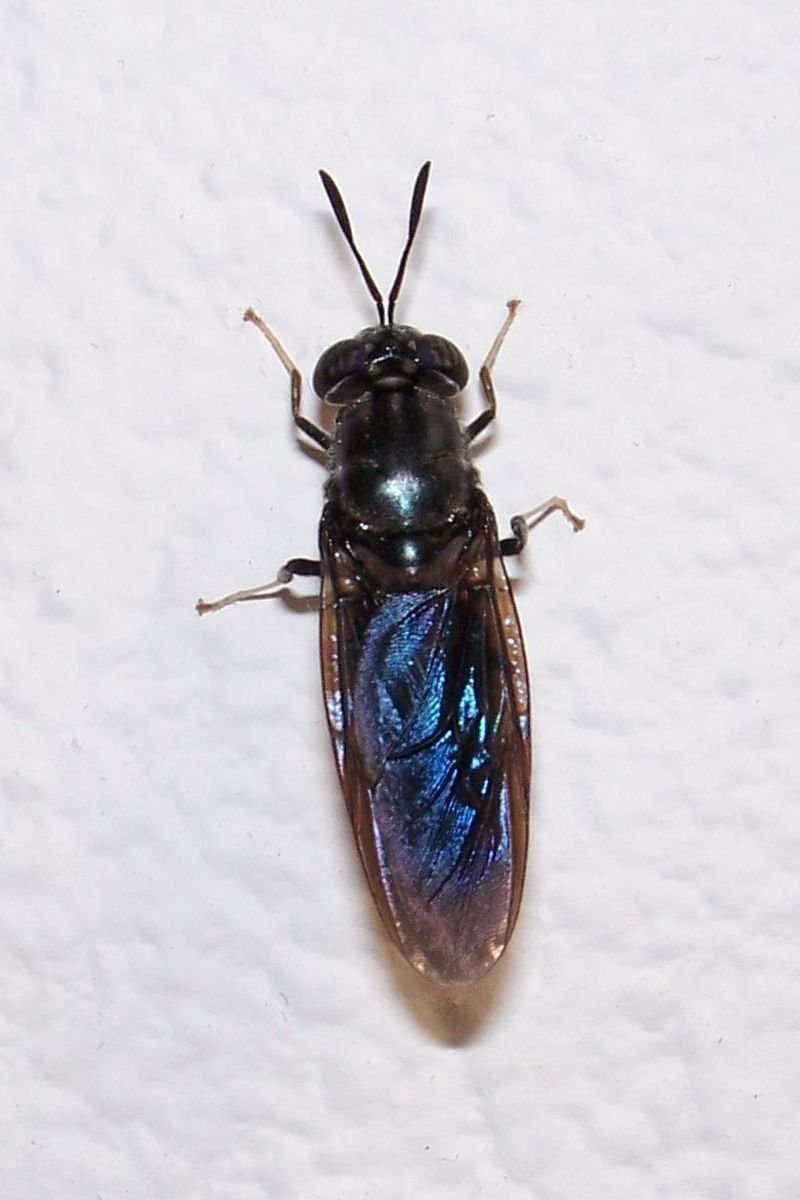
Hermetia illucens

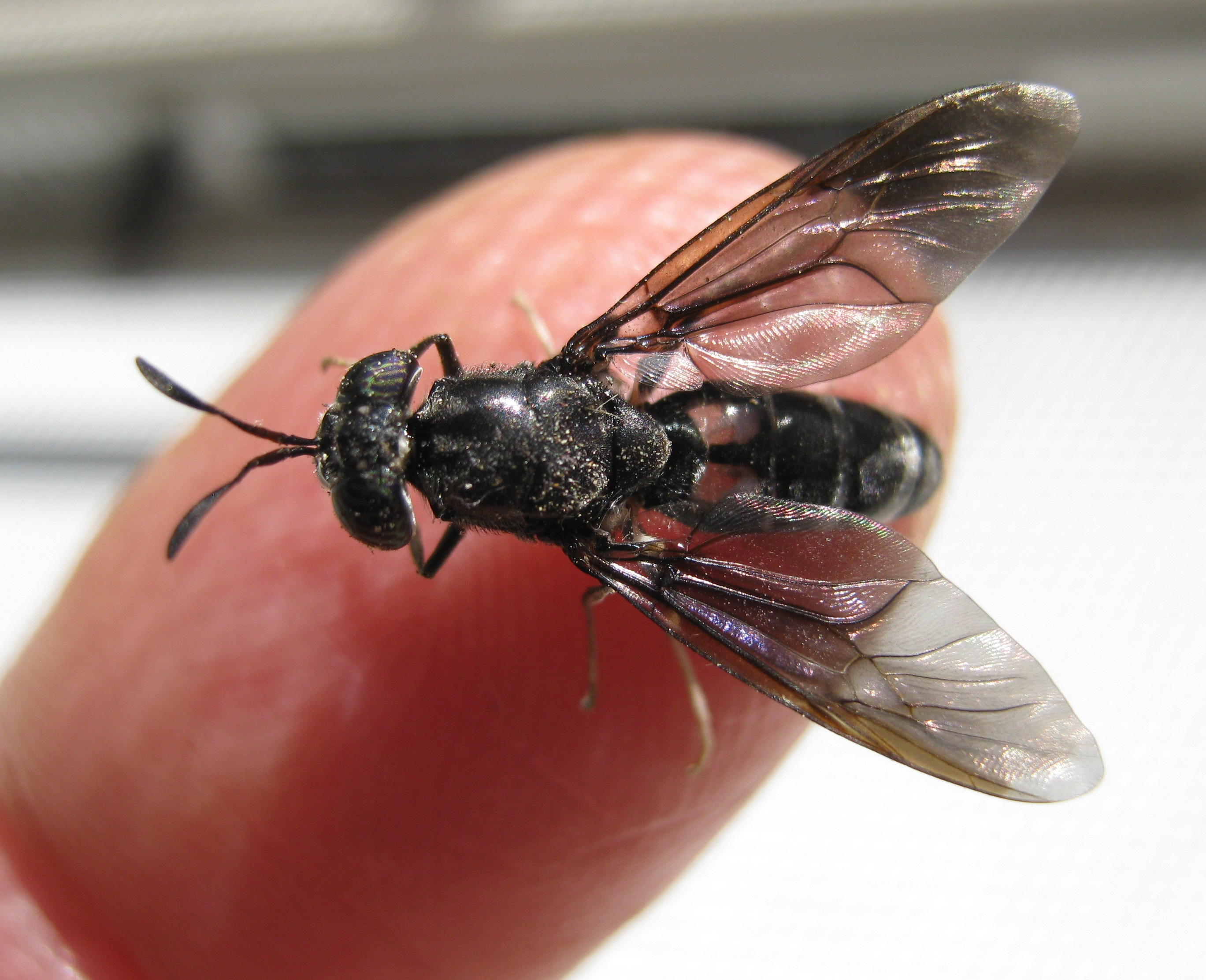

Hermetia illucens (Linnaeus, 1758), conocida como mosca soldado negra (MSN, o BSF por sus siglas en inglés) es un insecto perteneciente al orden de los dípteros, forma parte de la familia Stratiomyidae y subfamilia Hermetiinae.
En los últimos años, esta mosca ha ganado gran popularidad en todo el mundo, debido a que sus larvas son capaces de reciclar varios sustratos orgánicos, como los estiércoles, alimentos y desechos de cultivos. La biomasa producida por la actividad de las larvas puede ser empleada en la alimentación de animales agrícolas como cerdos, gallinas y peces.

## Distribución
Nativa de las regiones tropicales, subtropicales y templadas de América, en la actualidad se encuentra extendida por el resto del mundo, entre los 40° de latitud sur y los 45° latitud norte, encontrándose en muchos países de Europa, África, Oceanía (Australia y Nueva Zelanda) y Asia (Indonesia, Filipinas, Japón y Sri Lanka).

## Ciclo de vida y descripción

### Huevo
La hembra de la mosca soldado negra deposita una masa de aproximadamente 500 huevos en grietas cercanas a materia orgánica en descomposición, como estiércol, carroña, basura y desechos orgánicos. Los huevos eclosionan en larvas en aproximadamente cuatro días. Cada huevo tiene forma ovalada con una longitud aproximada de 1 mm y un color amarillo pálido o blanco cremoso.

### Larva
Las larvas pueden alcanzar los 27 mm de longitud y 6 mm de ancho. Son de un color opaco y blanquecino con una cabeza pequeña y saliente que contiene piezas bucales. Las larvas pasan por seis estadios larvales y requieren aproximadamente 14 días para completar el desarrollo. Durante el desarrollo larvario, las larvas de la mosca soldado negra son devoradoras insaciables de materia orgánica ya que en un futuro dependerán de la grasa almacenada en estos estadios para cuando alcancen el estadio adulto.

### Pupa
Antes de alcanzar el estadio de pupa, las larvas del sexto estadio se dispersan desde el sitio de alimentación a las áreas secas y resguardadas, como la vegetación del suelo, para iniciar la pupación. El exoesqueleto (cutícula) se oscurece y se desarrolla una pupa en su interior. Esta etapa requiere unas dos semanas.

### Adulto
Al cabo de unos 10 días, las moscas adultas eclosionan y viven entre una y dos semanas para reproducirse. Las moscas soldado tienen dos alas translúcidas ubicadas en el segundo segmento torácico. Los adultos van de 15 a 20 mm de longitud. Las antenas del adulto son alargadas con tres segmentos y las patas tienen una coloración blanca cerca del final de cada pata. Los adultos no necesitan alimentarse, ya que se alimentan exclusivamente de los nutrientes acumulados durante la fase larvaria. Sin embargo, se ha demostrado que proporcionarles agua y comida puede aumentar su longevidad y su rendimiento reproductivo.
Dos días después de emerger el adulto de la pupa, puede ocurrir el apareamiento. Una mosca soldado negra macho intercepta a una hembra que pasa en el aire y descienden en la cópula. Las moscas macho utilizan sitios para copular, donde esperan a las moscas hembras. Estos sitios son defendidos vigorosamente contra otros machos .

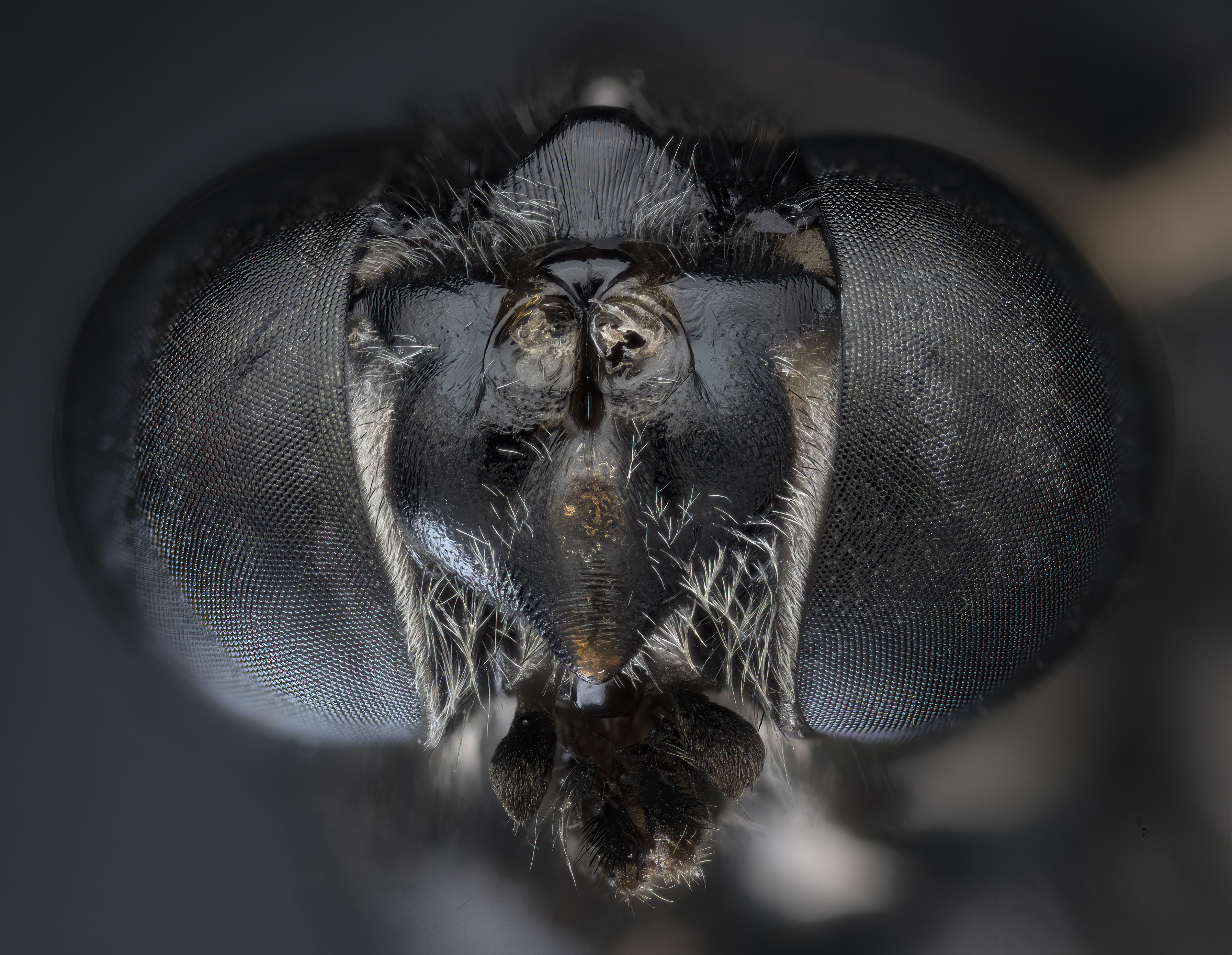
Hermetia illucens Cabeza.

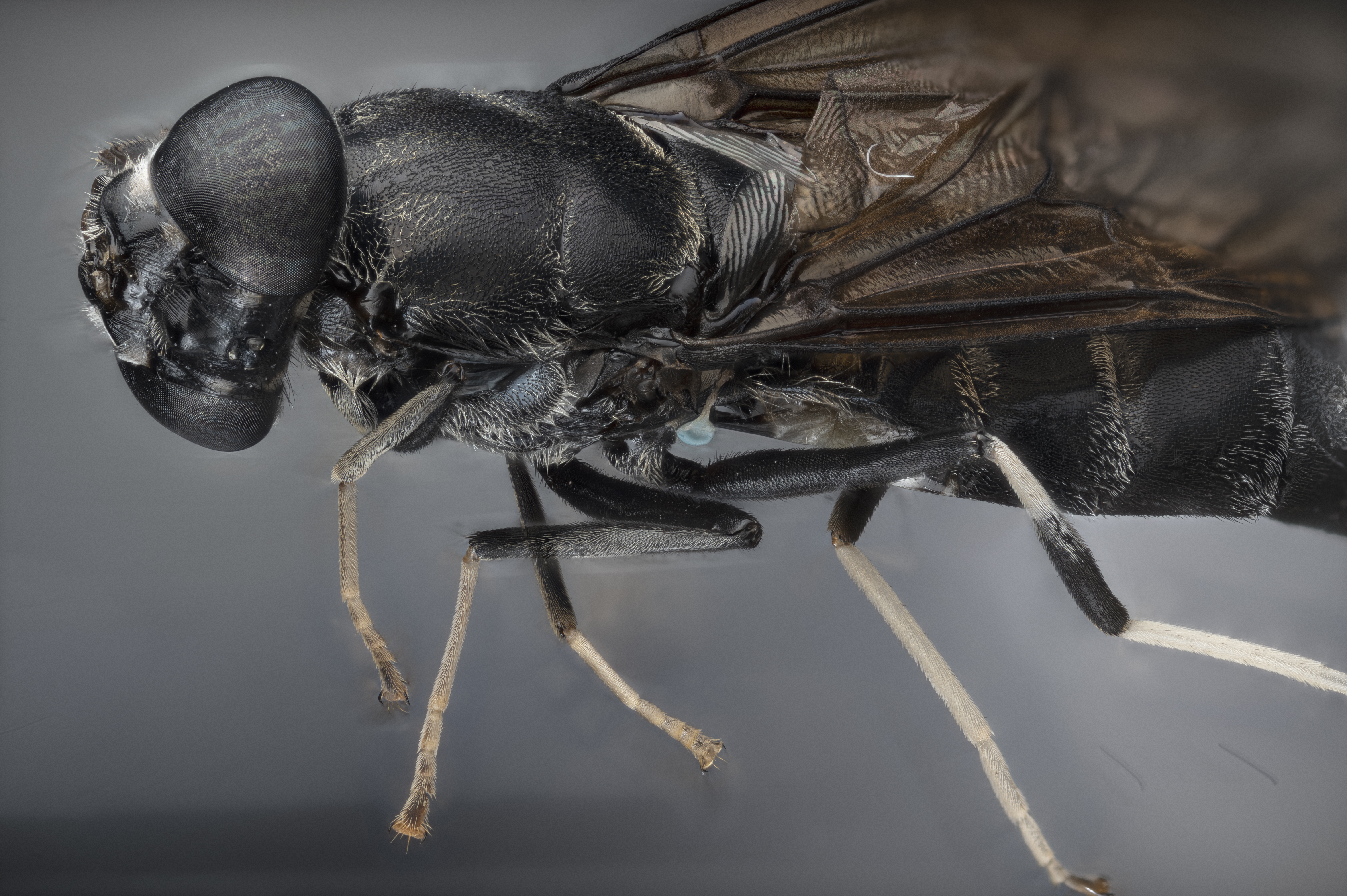
Mosca soldado negra, de costado

## Usos
- Las pupas se pueden procesar y prensar para extraer su grasa, que se puede usar como biodiésel.
- El resto que queda puede ser usado como alimento concentrado en proteína y bajo en grasa para animales domésticos.
- La quitina se extrae para diversos usos.
- Las larvas se pueden usar como alimento vivo. Para este uso se suelen denominar gusanos Phoenix